# EX-354
La carretera EX-354 es de titularidad de la Junta de Extremadura. Su categoría es local. Su denominación oficial es EX-354, de N-430 a A-5 por Campo Lugar.

## Evolución futura de la carretera
La carretera se encuentra acondicionada dentro de las actuaciones previstas en el Plan Regional de Carreteras de Extremadura.